# Israfeel Kohistani
Mohammad Salim Israfeel Kohistani (5 de junho de 1987 - Kabul) é um futebolista afegão que joga como meia pelo Kabul Bank e pela Seleção Afegã de Futebol. Ele é o capitão da seleção nacional.